# Armênia (navio)

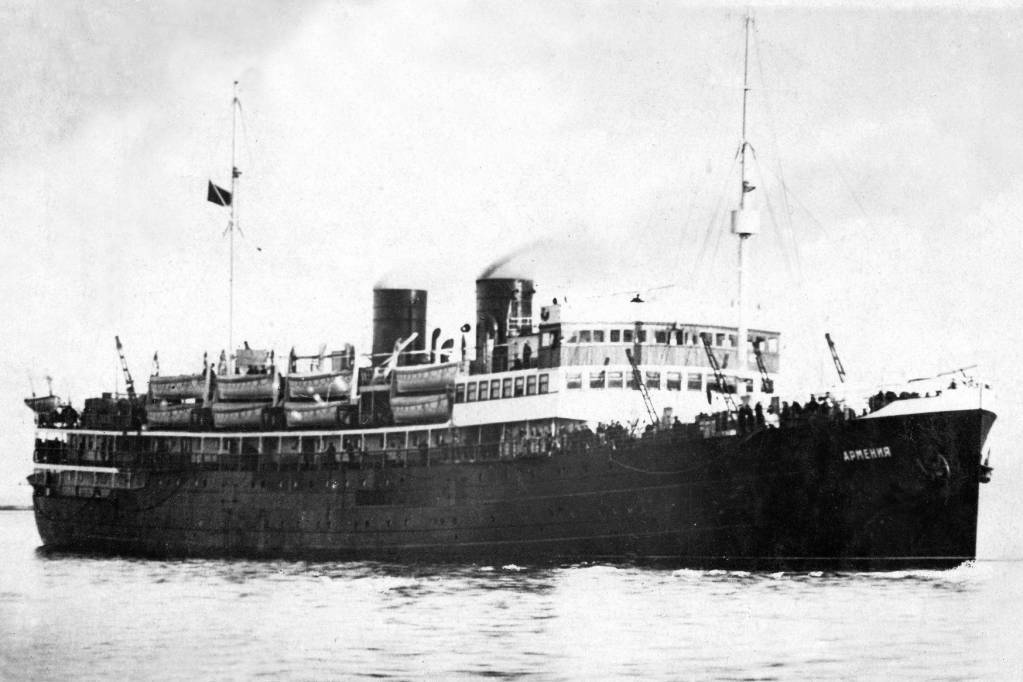
Armênia

O navio-hospital soviético Armênia (em russo: теплоход «Армения», romanizado: teplokhod "Armenya") foi um navio de transporte operado pela União Soviética durante a Segunda Guerra Mundial para transportar soldados feridos e carga militar. Ele tinha sido originalmente construído como um navio de passageiros para operações no Mar Negro.
A Armênia afundou em 7 de novembro de 1941 por aviões alemães enquanto evacuava civis e soldados feridos da Crimeia. Estima-se que cerca de 5 000 a 7 000 pessoas morreram durante o naufrágio, tornando-se um dos desastres marítimos mais mortais da história. Houve apenas 8 sobreviventes.

## Bombardeamento
Na noite de 6/7 de novembro de 1941, a Armênia recebeu milhares de passageiros em Sebastopol, em meio a cenas de caos. Embora a cidade acabasse resistindo ao cerco alemão por nove meses antes de cair, na época a tomada inimiga parecia iminente. Funcionários inteiros de hospitais soviéticos e funcionários civis e suas famílias foram levados a bordo ao lado dos milhares de feridos, com destino à cidade de Tuapse, a 400 quilômetros (250 milhas) de distância, na costa nordeste do Mar Negro. Depois de deixar o porto nas primeiras horas da manhã do dia 7, o capitão da Armênia, Vladimir Plaushevsky, recebeu ordens para entrar em Yalta, alguns quilômetros a leste de Sebastopol, onde o navio já sobrecarregado deveria pegar ainda mais passageiros. Aqui, nenhuma tentativa foi feita para registrar os embarcados; Soldados e civis feridos foram simplesmente amontoados nos conveses. Plaushevsky estava ansioso para começar enquanto a escuridão ainda fornecia alguma proteção, mas foi ordenado a esperar a escolta chegar. Às 07h00 a Arménia partiu finalmente de Ialta, acompanhada por dois barcos armados e dois aviões de combate.
Os alemães e seus aliados romenos e italianos tinham apenas alguns navios de superfície no Mar Negro; como tal, permaneceu essencialmente sob controle soviético durante toda a Segunda Guerra Mundial. No entanto, na primeira parte da guerra, o Eixo tinha total superioridade aérea. Mais de cem navios mercantes soviéticos foram afundados, assim como dezenas de embarcações navais. Apenas os navios mais fortemente armados e escoltados podiam viajar à luz do dia com razoável esperança de segurança; navios capturados sozinhos ou em portos na parte ocidental do Mar Negro eram muito prováveis de serem atacados.
O status da Armênia como navio-hospital foi comprometido. Embora suas laterais e parte superior estivessem pintadas com grandes símbolos de cruz vermelha, ela tinha armamento antiaéreo leve, já havia transportado tropas e armazéns militares e, na manhã de 7 de novembro, viajava com escolta militar, embora inadequada.
Às 11h30, a cerca de 40 km (25 milhas) de Yalta, a Armênia foi atacada por um bombardeiro médio Heinkel He 111 de 1.Staffel (Lufttorpedo)/KG 28, sob o comando de Ernst-August Roth, que lançou dois torpedos. Um torpedo faltou; o outro acertou um chute direto. O navio quebrou em dois e afundou em quatro minutos. Apenas oito pessoas foram resgatadas.
Mesmo pela estimativa mais baixa, de cerca de 5 000 mortos, o naufrágio da Armênia continua sendo o desastre marítimo mais mortal da história russa e soviética. Em termos de perda de vidas no naufrágio de um único navio, é frequentemente listado como o terceiro pior da história mundial, depois do naufrágio do Wilhelm Gustloff e do Goya, navios da marinha alemã que transportavam militares e refugiados civis, que foram torpedeados por submarinos soviéticos no Mar Báltico em 1945.
 

Em 2020, a Sociedade Geográfica Russa afirmou ter localizado o casco da Armênia.